# Маленькая хорошенькая карманная книжечка
«Маленькая хорошенькая карманная книжечка» (англ. A Little Pretty Pocket-Book) ― детская книга, написанная и изданная британским издателем Джоном Ньюбери в 1744 году.

## История
Книга считается первой детской книгой в Англии и состоит из простых стихов для каждой буквы алфавита. Чтобы книга лучше продавалась, к ней прилагался либо мяч для мальчика, либо подушечка для иголок для девочки. Произведение стало очень популярным в Англии и принесла Ньюбери большую известность. В 1922 в его честь Американской библиотечной ассоциацией была учреждена награда — медаль Джона Ньюбери, которая присуждается ежегодно за лучшее литературное произведение для детей на английском языке, написанное американским автором.
Книга была переиздана в британской колонии Америке в 1762 году. Доктор А. Розенбах назвал её «одной из самых влиятельных и важных книг в истории детской литературы».

## Описание
Книга включает в себя гравюру-ксилографию с изображением старинных игр, а также стихи под названием «Бейсбол». Это первое известное упоминание слова «бейсбол» в печати, хотя на самом деле имелась в виду игра в лапту, предок современного бейсбола. Об английском происхождении бейсбола: «В лапту играли в Англии со времен Тюдоров, причем самое раннее упоминание относится к 1744 году в „Маленькой милой записной книжке“, где она называется бейсболом». «Это командная игра с ударами и полем, в которой нужно ударить по маленькому мячу в твердой кожаной оболочке круглой деревянной или металлической битой, а затем оббежать 4 базы, чтобы забить».